# 川村輝典
川村 輝典（かわむら あきのり、1928年10月20日 - 2022年6月18日）は、日本の牧師、聖書学者。東京女子大学名誉教授。

## 略歴
東京生まれ。
1953年東京大学文学部言語学科卒、東京神学大学大学院博士課程満期退学、1956年日本基督教団武蔵野教会弦巻伝道所伝道師、ゲッティンゲン大学で神学を学んだのち、日本基督教団弦巻教会牧師。1966年東京女子大学短期大学部助教授、教授、1988年東京女子大学現代文化学部教授、1997年定年、名誉教授。

## 著書
- 『キリスト教入門 1　聖書』（日本基督教団出版局） 1977年
- 『ヘブル書の研究』（日本基督教団出版局） 1993年
- 『ディオグネートスへの手紙の研究』（近代文芸社） 1994年
- 『ヘブライ人への手紙 聖書註解』（一麦出版社） 2004年
- 『新約聖書神学の歴史と課題』（一麦出版社） 2007年
- 『主イエスよ、来てください ヨハネの黙示録による説教』（キリスト新聞社出版事業課） 2012年
- 『ヘブライ人への手紙研究 その神学的分析』（一麦出版社） 2014年

### 共著
- 『総説新約聖書』（荒井献, 川島貞雄, 中村和夫, 橋本滋男, 松永晋一共著、日本基督教団出版局） 1981年

## 翻訳
- 『新約聖書の中心的使信』（エレミアス、新教出版社、新教新書） 1966年
- 『イエスと当時の革命家たち』（O・クルマン、日本基督教団出版局、アルパ新書） 1972年
- 『自由への叫び 新約聖書と現代神学』（E・ケーゼマン、ヨルダン社） 1973年
- 『キッテル新約聖書神学辞典 3 愛』（G・クヴェル, E・シュタウファー、教文館） 1976年
- 『新約聖書における祈り』（O・クルマン、教文館、聖書の研究シリーズ） 1999年
- 『ヘブル書の神学』（B・リンダース、新教出版社、叢書・新約聖書神学） 2002年
- 『聖書に登場する動物』（ヴァルター・パングリッツ、津田恒之訳、監修、けやき出版制作） 2015年

## 論文
- <川村輝典